# 交流整流子電動機
交流整流子電動機（こうりゅうせいりゅうしでんどうき）とは、交流を入力とする整流子電動機である。

## 特徴

### 長所
- 始動トルクが大きい。
- 高速回転させやすい。
- 電源の極性にかかわらず回転方向が一定である。

### 短所
- 整流子があるため電気的・機械的雑音が多く保守が煩雑である。
- 無負荷回転数が高い。

## 分類

### 単相整流子電動機
単相直巻整流子電動機
回転子と固定子の巻線が直列に接続されている、交流でも直流でも使用できるためユニバーサルモーターとも呼ばれる物である。電気ドリル・電気掃除機・ミキサー・コーヒーミルなどに用いられる。構造が同一の直流電動機については直巻整流子電動機を参照。

### 反発電動機
- トムソン形 (Tomson)
- デリー形 (Deri)
- アトキンソン形 (Atokinson)

### 三相整流子電動機
- 三相直巻整流子電動機
  - 単対ブラシ形
  - 複対ブラシ形
- 三相分巻整流子電動機
  - 固定子給電
    - A.E.G.形
    - シュラーゲ形 (Schrage)

  - 回転子給電
  - ウインタ・アインベルヒ形 (Winter-Eichberg)
  - ラ・クール形 (La Cour)
  - 双子誘導電圧調整器使用の物

### 補償誘導電動機
- 固定子給電
  - ハイランド形 (Heyland)
- 回転子給電
  - オスノス形 (Osnos)
  - ザクセン・ウエルケ形 (Sachsen-Werke)